# Девона
Девона (дивана, дуана, дубана) — в Средней Азии (Таджикистане, Узбекистане, Киргизстане, Туркменистане, Казахстане), а также у других тюркских народов (башкир, татар, азербайджанцев) — странный, сумасшедший, юродивый, одержимый духами. Термин происходит из таджикско-персидского (фарси) девона/перс. دیوانه‎, и буквально означает «одержимый дэвами».
По традиции девона уважается и иногда почитается населением, как человек Аллаха, к которому приходят необычные видения. Некоторые из девона становятся суфийскими шейхами. Так, девоной считался знаменитый суфийский учитель Бахауддин Накшбанд. Считается, что девона обладает сверхъестественными способностями, может быть магом и прорицателем.
Понятие девона происходит из доисламских верований, предполагается, что ранее девоной называли шаманов.